# Lijst van Europese kampioenen wintertriatlon
Een lijst van de Europese kampioenen in de Wintertriatlon, die elk jaar gehouden worden.

## Mannen
2007: Triesenberg-Steg, Liechtenstein
1. Andreas Svanebo  SWE 1:17.15
2. Arne Post  NOR 1:17.47
3. Daniel Antonioli  ITA 1:18.39

2006: Schilpario, Italië
1. Alf Roger Holme  NOR 1:24.41
2. Arne Post  NOR 1:25.56
3. Daniel Antonioli  ITA 1:26.28

2005: Freudenstadt, Duitsland
1. Alessandro de Gaspari  ITA 1:29.12
2. Nicolas Lebrun  FRA 1:29.13
3. Victor Lobo  ESP 1:29.58

2004: Wildhaus, Zwitserland
1. Patrik Kuril  SVK 1:16.23
2. Nicolas Lebrun  FRA 1:17.17
3. Othmar Brügger  SUI 1:17.37

2003: Donovaly, Slowakije
1. Benjamin Sonntag  GER 1:23.19
2. Marc Ruhe  LIE 1:23.51
3. Thomas Schrenk  GER 1:24.07

2002: Achensee, Oostenrijk
1. Marc Ruhe  LIE 1:47.17
2. Christoph Mauch  SUI 1:48.06
3. Nicolas Lebrun  FRA 1:48.14

2001: Achensee, Oostenrijk
1. Paolo Riva  ITA 1:27.39
2. Christoph Mauch  SUI 1:29.15
3. Marc Ruhe  LIE 1:29.24

2000: Donovaly, Slowakije
1. Paolo Riva  ITA 1:49.30
2. Martin Lang  GER 1:50.05
3. Juan Apilluelo  ESP 1:50.07

1999: Mals, Italië
1. Paolo Riva  ITA 1:46.13
2. Juan Apiluello  ESP 1:47.59
3. Nicolas Lebrun  FRA 1:48.29

1998: Mals, Italië
1. Paolo Riva  ITA 1:43.31
2. Mathias Holzner  GER 1:45.21
3. Juan Apilluelo  ESP 1:46.51

## Vrouwen
2007: Triesenberg-Steg, Liechtenstein
1. Sigrid Mutscheller-Lang  GER 1:30.10
2. Eva Nystrom  SWE 1:32.12
3. Carina Wasle  AUT 1:32.34

2006: Schilpario, Italië
1. Sigrid Lang  GER 1:39.09
2. Carina Wasle  AUT 1:40.13
3. Camilla Hott Johansen  NOR 1:44.32

2005: Freudenstadt, Duitsland
1. Sigrid Lang  GER 1:40.20
2. Marianne Vlasveld  NED 1:43.21
3. Camilla Hott Johansen  NOR 1:44.02

2004: Wildhaus, Zwitserland
1. Sigrid Lang  GER 1:24.43
2. Marianne Vlasveld  NED 1:26.58
3. Jutta Schubert  GER 1:29.39

2003: Donovaly, Slowakije
1. Marianne Vlasveld  NED 1:36.58
2. Sigrid Lang  GER 1:38.45
3. Jutta Schubert  GER 1:43.52

2002: Achensee, Oostenrijk
1. Sigrid Lang  GER 2:05.31
2. Marianne Vlasveld  NED 2:07.05
3. Jutta Schubert  GER 2:13.07

2001: Achensee, Oostenrijk
1. Marianne Vlasveld  NED 1:41.51
2. Sigrid Lang  GER 1:44.26
3. Gabi Pauli  GER 1:46.40

2000: Donovaly, Slowakije
1. Sigrid Lang  GER 2:08.54
2. Marianne Vlasveld  NED 2:11.47
3. Gabi Pauli  GER 2:15.16

1999: Mals, Italië
1. Marianne Vlasveld  NED 2:07.44
2. Gabi Pauli  GER 2:09.30
3. Maria Canins  ITA 2:11.29

1998: Mals, Italië
1. Karin Möbes  SUI 2:06.38
2. Martine Maud  FRA 2:10.12
3. Sigrid Lang  GER 2:11.08